# Refugehuis van Averbode

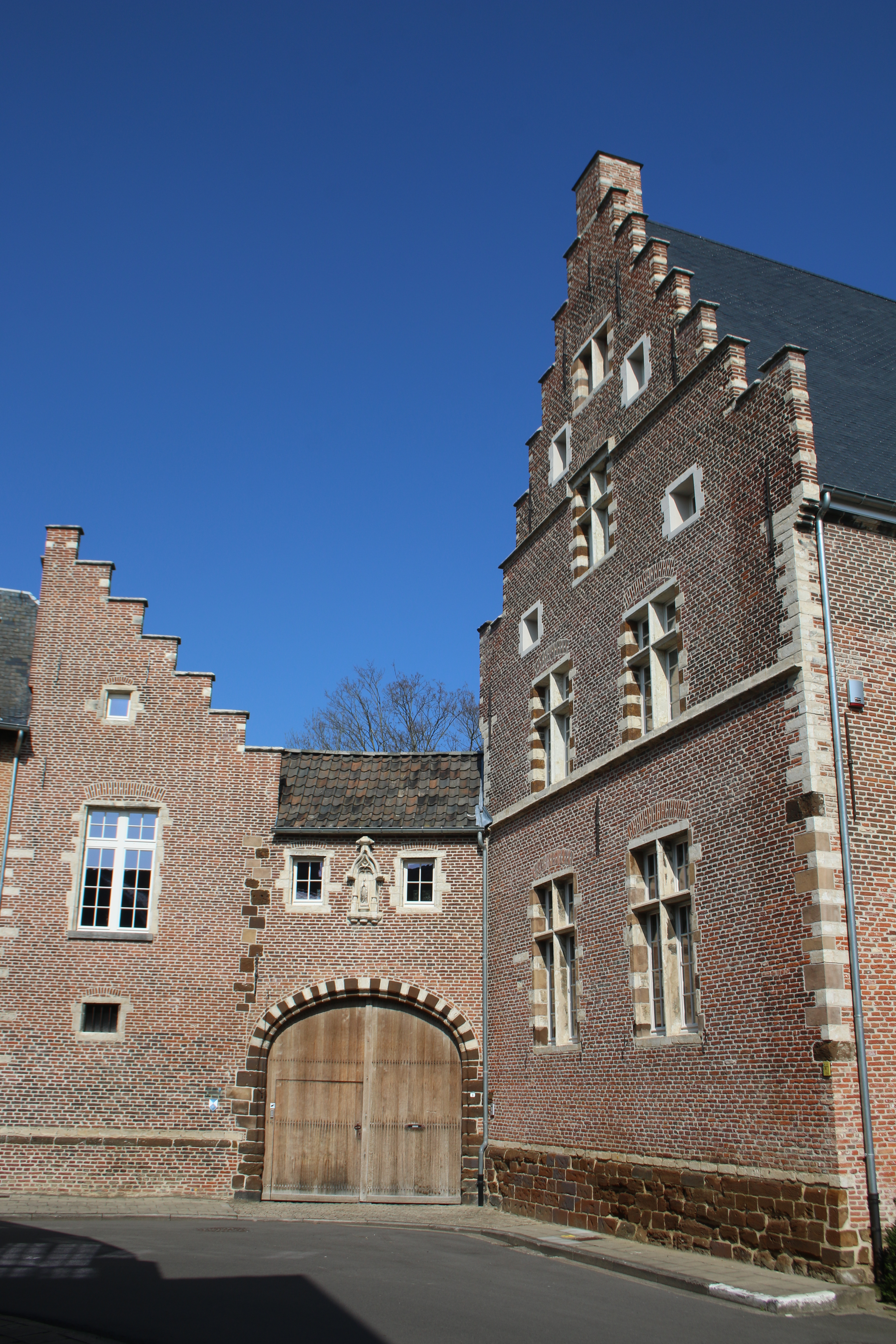

Het Refugehuis van Averbode is een monument in de Belgische stad Diest. Het pand in baksteen en ijzerzandsteen aan de Refugiestraat dateert uit de zestiende eeuw. De poort met de laatgotische heiligennis in witte steen is nog origineel, net als de halve trapgevel links en de trapgevel rechts. De langsgevel met het veelhoekige traptorentje in neostijl dateert van rond 1935. Het pand was een  refugehuis van de abdij van Averbode. Het gebouw is in particuliere handen sinds 1797. Boven de deur staat het in witte steen gebeitelde wapenschild van abt Servatius Vaes (1647-1698). Sinds 1943 is het beschermd als monument.

## Afbeeldingen

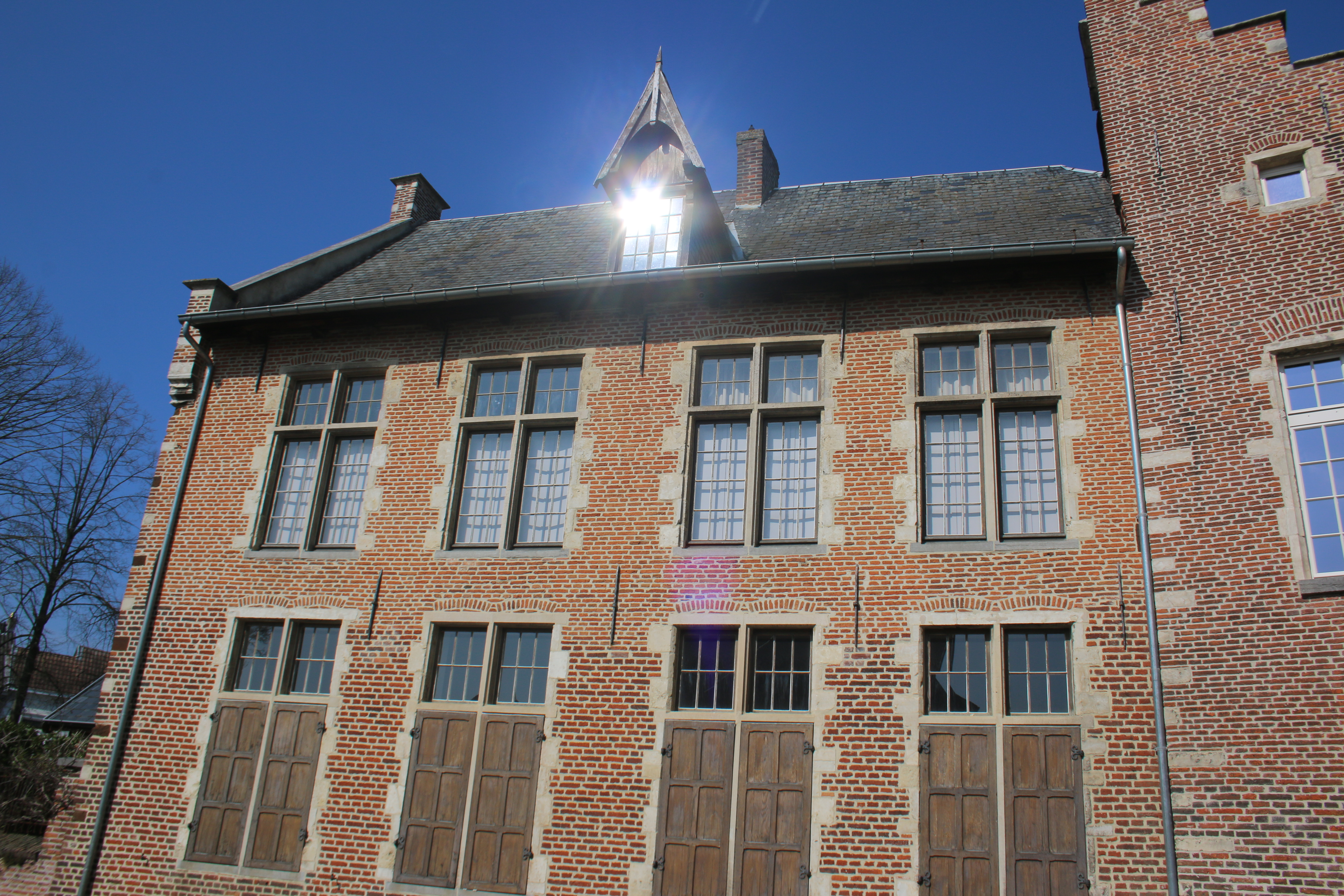
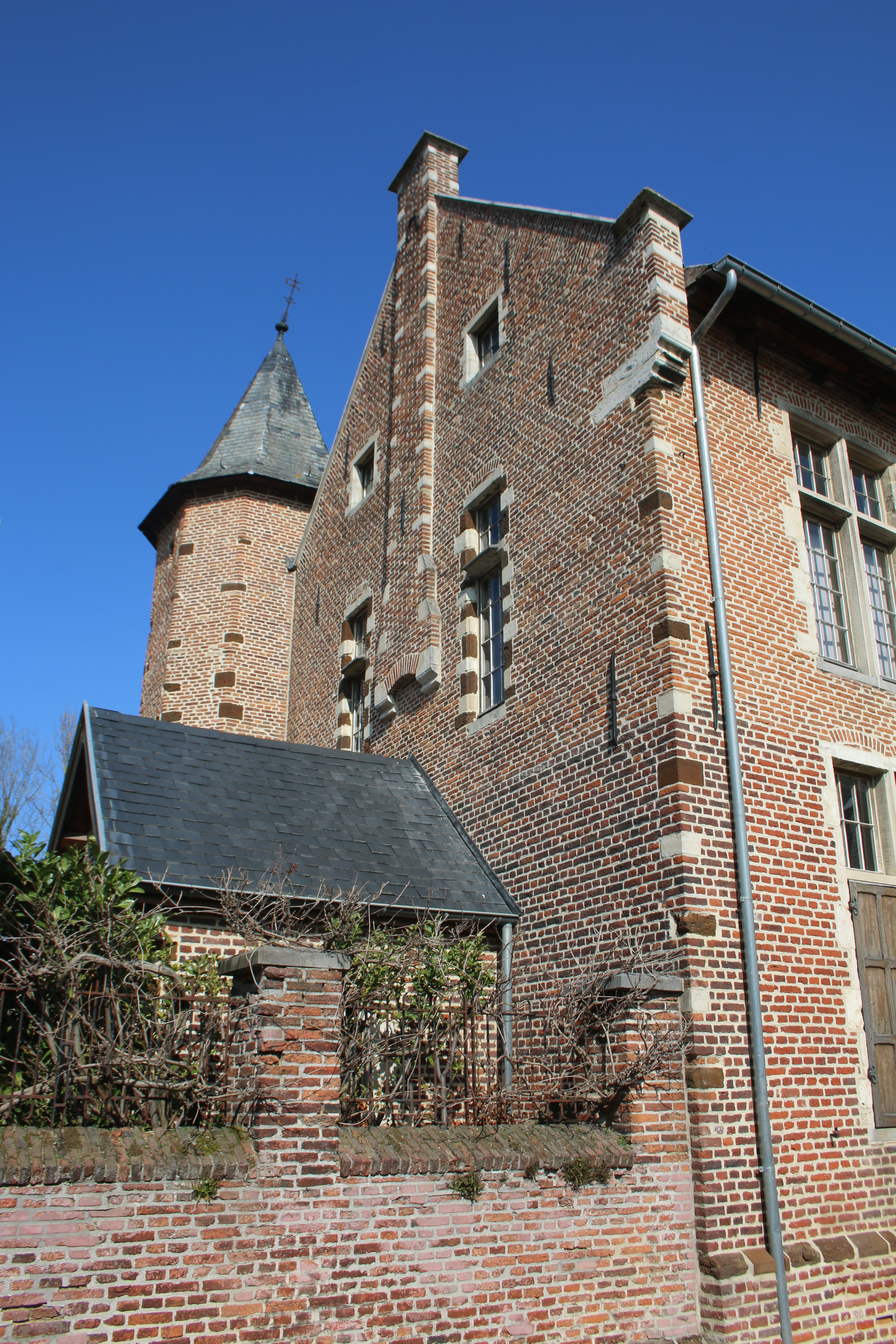
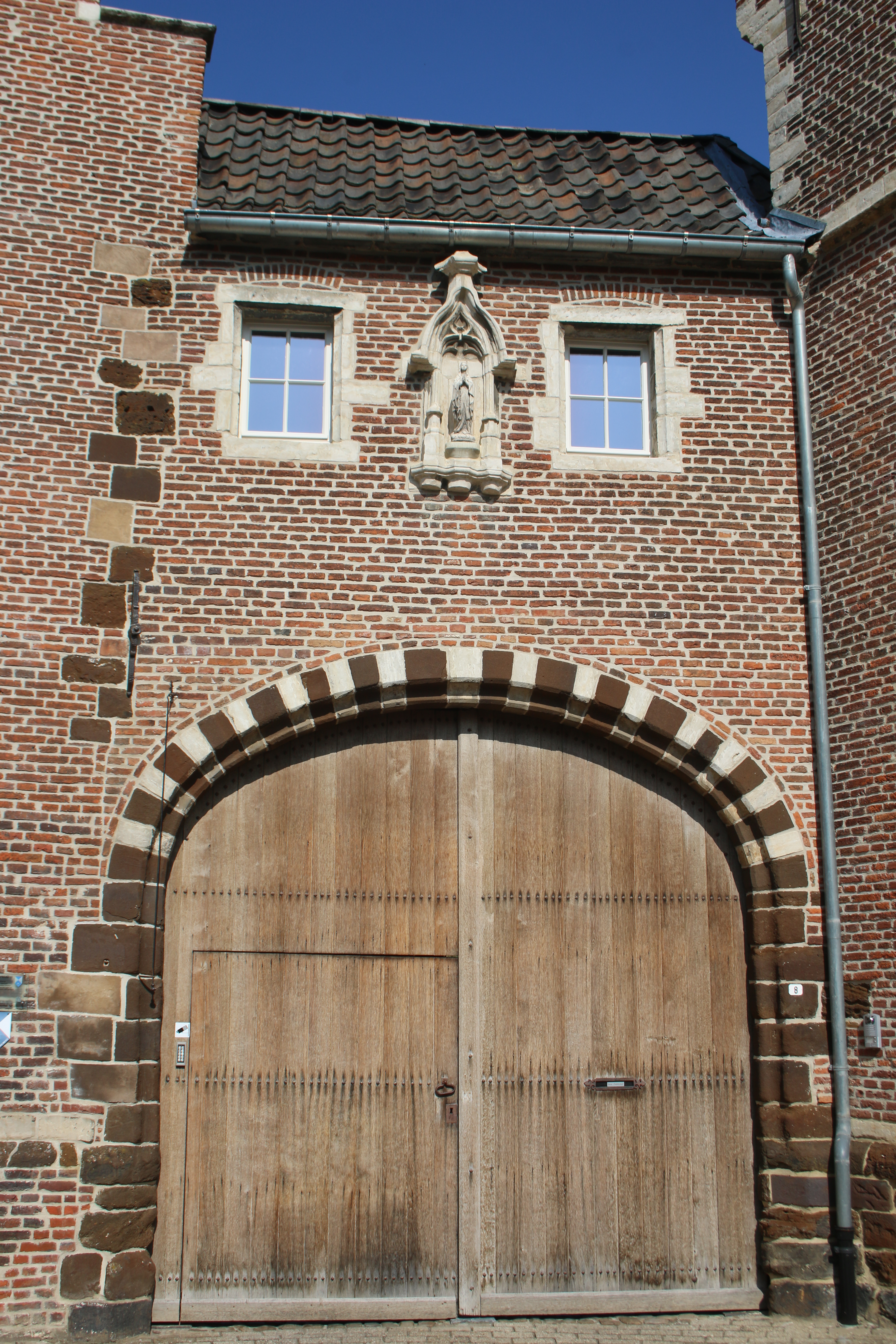
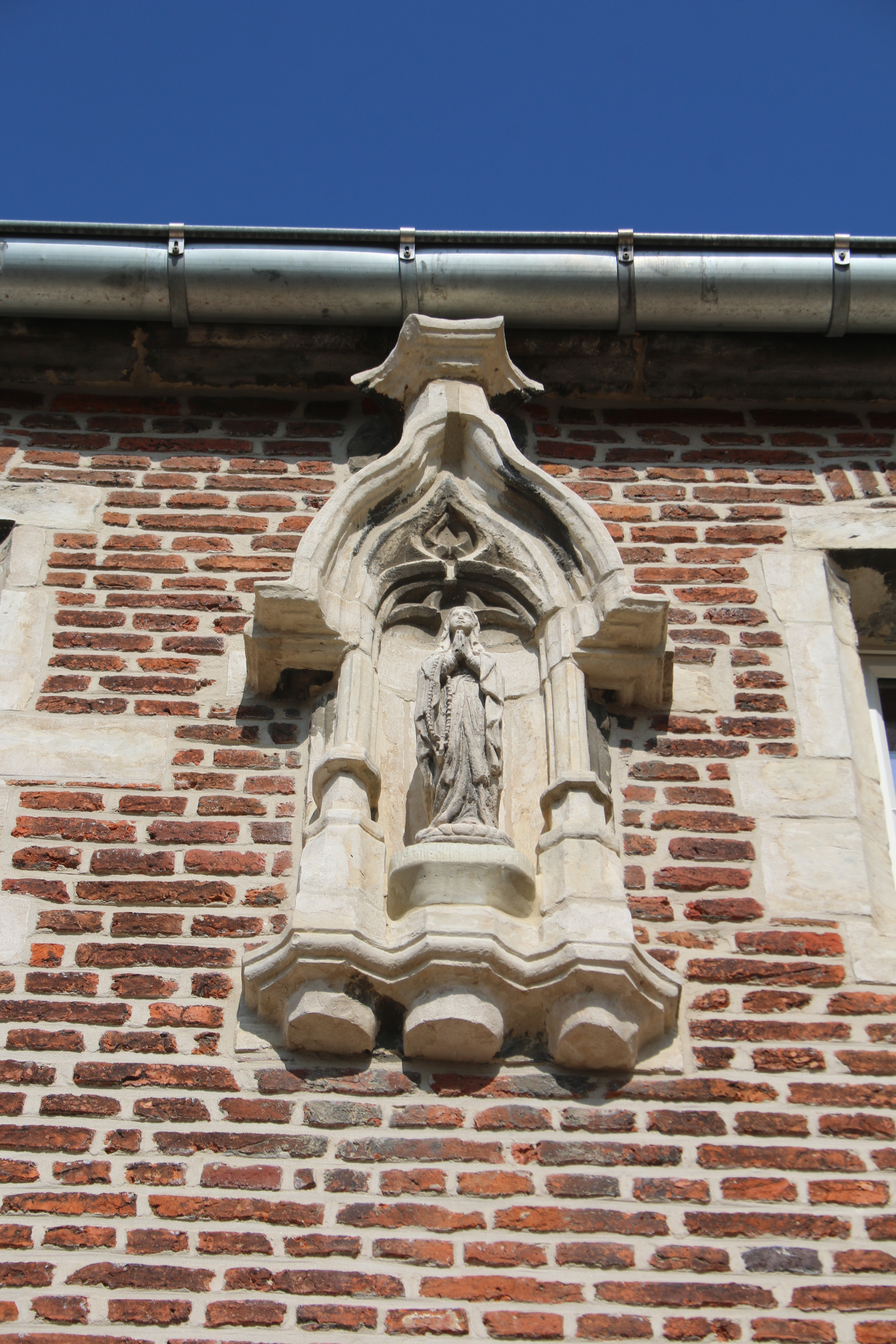